# Озерецкая, Елена Леонидовна
Елена Леонидовна Озерецкая — советская детская писательница, советский историк и переводчик, автор ряда научно-популярных и познавательных книг, учебников, пособий.

## Биография
Родилась в 1908 году. Елена Леонидовна Озерецкая окончила исторический факультет ЛИФЛИ[когда?].

В студенческие годы вышла замуж за Николая Ивановича Озерецкого (профессор-психиатр).

После смерти мужа в 1955 году, Елена Леонидовна стала зарабатывать литературным трудом; она выпустила несколько книг для детей.

### Публикации[2]
- 1966 — «Совсем новые сказки»[3]
- 1972 — «Доблесть русского флота»[4].

- 1972 — «Олимпийские игры»[5]:
  - 1972 — «Олимпийские игры» : научно-популярная литература / Е. Л. Озерецкая. - Ленинград : Детская литература. Ленинградское отделение, 1972. - 148 с. : ил. - (в пер.)
  - 1980 — «Олимпийские игры» / Е. Л. Озерецкая. - Ленинград : Детская литература. Ленинградское отделение, 1980. - 151 с. : ил. - (в пер.)
  - 1981 — «Олимпийские игры, или Рассказ об афинском мальчике, который побывал на Олимпийских играх, о том, что он там увидел и какие необыкновенные события из-за этого произошли» / Е. Л. Озерецкая. - Ленинград : Детская литература. Ленинградское отделение, 1981. - 151 с. : ил. - (Библиотечная серия). - (в пер.)
  - 1990 — Научно-художественная книга // Художник С. ОСТРОВ // ЛЕНИНГРАД "ДЕТСКАЯ ЛИТЕРАТУРА" ЛЕНИНГРАДСКОЕ ОТДЕЛЕНИЕ 1990 // Научно-художественное издание // ДЛЯ МЛАДШЕГО ШКОЛЬНОГО ВОЗРАСТА // Озерецкая Елена Леонидовна ОЛИМПИЙСКИЕ ИГРЫ // Ответственный редактор О. В. Москалева. // Художественный редактор В. П. Дроздов. // Технический редактор О. Е. Иванова. // Корректоры Н. Н. Жукова и Л. Л. Ни. ИБ 12475 Сдано в набор 05.12.88. Подписано к печати 10.11.89. Формат 84X901/16. Бумага офсетная № 1. Шрифт обыкновенный новый. Печать офсетная. Усл. печ. л. 13,3. Усл. кр.-отт. 6,37. Уч.-изд. л. 9,52. Тираж 150 ООО экз. (2-й завод 70 001 - 150 000 экз.).
  - Озерецкая Е. Л. - Олимпийские игры: Научно-художественная книга/Художник С. Остров. - Переизд. - Л.: Дет. лит., 1990. - 151 е., ил. // ISBN 5-08-000289-1 // Рассказ о древних Олимпийских играх.
- 1974 — «Звенит слава в Киеве» : историческая повесть / Е. Л. Озерецкая. - Ленинград : Детская литература. Ленинградское отделение, 1974. - 158 с. : ил. - (в пер.)